# 1963 في سوريا
فيما يلي قوائم الأحداث التي وقعت خلال عام 1963 في سوريا.

## سياسة

### تعيين في المنصب
- 1 يناير – أمين الحافظ رئيس سوريا.

### انتهاء فترة المنصب
- 1 يناير – ناظم القدسي رئيس سوريا.

## مواليد

### يناير
- 1 يناير – غسان هيتو سياسي أمريكي.
- 1 يناير – نزار محروس لاعب كرة قدم سوري.
- 1 يناير – وليد أبو السل لاعب كرة قدم سوري.

### مايو
- 7 مايو – محمد أبو الهدى اليعقوبي فقيه سوري.

### يوليو
- 1 يوليو – ناصر خضر سياسي دنماركي.[1]

### أكتوبر
- 21 أكتوبر – جهاد عبدو ممثل سوري.

### نوفمبر
- 7 نوفمبر – بسام كوسا ممثل سوري.

## وفيات

### مايو
- 27 مايو – يعقوب صفرا (مواليد 1891) مصرفي برازيلي.